# Drino ciliata
Drino ciliata är en tvåvingeart som först beskrevs av Wulp 1881.  Drino ciliata ingår i släktet Drino och familjen parasitflugor. Inga underarter finns listade i Catalogue of Life.